# Поросячка
Порося́чка — річка в Україні, в Чортківському районі Тернопільської області, права притока Джурина (басейн Дністра).

## Опис
Довжина річки приблизно 9 км. Висота витоку над рівнем моря — 323 м, висота гирла — 260 м, падіння річки — 63 м, похил річки — 7,0 м/км. Формується з багатьох безіменних струмків та 4 водойм.

## Розташування
Бере початок у селі Поділля. Тече переважно на південний захід і на північно-західній околиці села Устечко впадає в річку Джурин, ліву притоку Дністра.

## Цікавий факт
На стрімкому схилі річкової долини Поросячки розташована Печера Нагірянська (інші назви — Джуринська, Поросячка).